# Xã Liberty, Quận Porter, Indiana
Xã Liberty (tiếng Anh: Liberty Township) là một xã thuộc quận Porter, tiểu bang Indiana, Hoa Kỳ. Năm 2010, dân số của xã này là 9.319 người.